# Saison 4 d'Un tandem de choc
Chronologie
Saison 3
La quatrième saison d’Un tandem de choc (Due South), série télévisée canadienne, est composée de treize épisodes diffusée du 23 septembre 1998 au 14 mars 1999 sur le réseau CTV, au Canada.

## Synopsis
Un policier de la police montée canadienne et un flic aux méthodes expéditives font équipe et combattent la criminalité à Chicago.

## Distribution

### Acteurs principaux
- Paul Gross (VF : Emmanuel Curtil) : Benton Fraser
- Callum Keith Rennie (VF : Pierre Baux) : Stanley Kowalski « Ray Vecchio »
- Beau Starr (VF : Patrick Messe) : Lieutenant Harding Welsh
- Tony Craig (VF : Lionel Henry) : Jack Huey
- Camilla Scott (en) (VF : Catherine Davenier) : Inspecteur Margaret « Meg » Thatcher
- Tom Melissis (VF : Bernard Métraux) : Tom Dewey
- Ramona Milano (en) (VF : Ivana Coppola) : Francesca Vecchio

## Diffusion
- Au Canada, la saison a été diffusée du 23 septembre 1998 au 14 mars 1999 sur CTV
- En France, la saison a été diffusée du 1er novembre 1998 au 18 décembre 1999 sur TF1. Les épisodes restants inédits ont été diffusés en 2001 sur Sérieclub. À savoir les épisodes 5, 12 et 13.

## Liste des épisodes

### Épisode 1:Docteur Longball
- Canada : 23 septembre 1998 sur CTV[1]
- France : 29 novembre 1998 sur TF1[2]

- Bruce Weitz (Huck Bogart)
- Max Gail Jr. (Shérif Wilson Welsh)
- Wanda Cannon (Olivia Murtagh)
- Richard Fitzpatrick (Woody)
- Avery Saltzman (Hector Proulx)
- Jon Cubrt (Rusty Barnstead)
- Reg Dreger (Winston Cohoon)
- Thomas Mitchell (Kelly Olsen)
- Joseph Di Mambro (Pete Consentino)
- Ramona Milano (Officier Berie)
- Dean McDermott (Bubba Dean)
- Tom Melissis (Premier jardinier)
- Tony Craig (Second jardinier)
- Camilla Scott (Toni Lake)

- Les acteurs Ramona Milano, Dean McDermott, Tom Melissis, Tony Craig et Camilla Scott en plus de leurs rôles réguliers incarnent ici des personnages différents.

### Épisode 2:L'Argent facile
- Canada : 30 septembre 1998 sur CTV[1]
- France : 27 novembre 1999 sur TF1[2]

- Philip Granger (Tim Kelly)
- Tyrone Benskin (Jeff Storey)
- Clare Coulter (Barbara Kowalski)
- Dan MacDonald (D. Kowalski)
- Gordon Tootoosis (Tom Quinn)
- Dean McDermott (Turnbull)
- Matthew Bennett (Jack Goody)
- Trevor Blumas (Fraser jeune)
- Michaela Mathieu (Diane Bowen)
- Garfield Andrews (Bruce Card)

### Épisode 3:Dans le doute, s'abstenir
- Canada : 21 janvier 1999 sur CTV[1]
- France : 1er novembre 1998 sur TF1[2]

- Francie Swift (Luanne Russell)
- Helen Hughes (Madame Tucci)
- Paulino Nunes (Wayne)
- Billy Otis (Nellie Martin)
- E.M. Margolese (Franco Tucci)
- A. Frank Ruffo (Gino Tortelli)
- Paul Wildbaum (Andy)

### Épisode 4:Coups de poker
- Canada : 11 novembre 1998 sur CTV[1]
- France : 4 décembre 1999 sur TF1[2]

- Stephanie Romanov (Denny Scarpa)
- Andrew Tarbet (Agent Exley)
- Paul Miller (Agent White)
- Jack Nicholsen (Joey)
- Terry Harford (Alex Farah)
- Michael Millar (Andy)
- Sheldon Davis (Carson)
- David Boyce (Tommy)
- Harve Sokoloff (Malone)

### Épisode 5:L'Homme à femmes
- Canada : 21 octobre 1998 sur CTV[1]
- France : 11 avril 2001 sur Sérieclub[2]

- Dixie Seatle (Beth Botrelle)
- Bill MacDonald (Sam Franklin)
- Nancy Palk (Carolyn Sherman)
- Art Hindle (Robert Bedford)
- Oliver Becker (Carmen Miranda)
- Jenny Parsons (Jocelyn Kerr)
- Michaela Mathieu (Diane Bowen)
- Barry Kennedy (Eddie Polito)
- Emil Molho (Kovacs)

### Épisode 6:Sortilège vaudou
- Canada : 28 octobre 1998 sur CTV[1]
- France : 18 décembre 1999 sur TF1[2]

- Salome Bey (Momma Lolla)
- Von Coulter (Gerome Laferette)
- Maurice Dean Wint (Henry Goodfellow)
- Maury Chaykin (Jasper Gutman)
- Timm Zemanek (Aaron Gobrah)
- Dan MacDonald (D. Kowalski)
- Robyn Stevan (Mert)
- Kyrin Hall (Lisa Laferette)
- J.J. Evans (Eduardo)
- Alexandra Johnson (Marie Laferette)

### Épisode 7:Fausse note
- Canada : 18 novembre 1998 sur CTV[1]
- France : 20 décembre 1998 sur TF1[2]

- Michelle Wright (Tracy Jenkins)
- Dean McDermott (Turnbull)
- Michael Hogan (George)
- Ronnie Hawkins (Muddy)
- Shawn Doyle (Dwight Jones)
- David Keeley (Earl)
- Dan Lett (Carver Dunn)
- Susan Hamann (MacAfferty)
- Jamie Williams (Mick)
- Brad Borbridge (Smith)
- Justine Campbell (Arlene)

### Épisode 8:La Délivrance de l'âme
- Canada : 16 décembre 1998 sur CTV[1]
- France : 27 décembre 1998 sur TF1[2]

- Alan Scarfe (Wilson Warfield)
- Charles Dennis (Marcel)
- Jack Jessop (Frank)
- Anne Marie Loder (Stella Kowalski)
- Claudio Masciulli (Eddie)
- Dean McDermott (Turnbull)
- Kenny Robinson (Johnny)
- Greg Anthony Stokes (Reggie)

### Épisode 9:Mariage ou enterrement
- Canada : 4 novembre 1998 sur CTV[1]
- France : 30 janvier 1999 sur TF1[2]

- Al Waxman (Nick Van Zandt)
- Barbara Eve Harris (Agent Handler)
- Dean McDermott (Turnbull)
- Mark Wilson (Agent Young)
- John Boylan (Arthur Vole)
- Patrick Gallagher (Earle)
- Maureen Holloway (Shawnee Aston)

### Épisode 10:Le Prédicateur
- Canada : 4 mars 1999 sur CTV[1]
- France : 11 décembre 1999 sur TF1[2]

- Richard Chevolleau (Davie)
- Dean McDermott (Turnbull)
- David Fox (Albert Barrow)
- Robert Thomas (Addie Harlan)
- Marvin Kaye (Sandy Water)

### Épisode 11:La Saison de la chasse
- Canada : 11 mars 1999 sur CTV[1]
- France : 20 novembre 1999 sur TF1[2]

- Jessica Steen (Maggie MacKenzie)
- Dean McDermott (Turnbull)
- Cliff Saunders (Eddie)
- Jed Dixon (Jake)
- Dorothy Gordon (Rosy)
- Tim Koetting (Tommy Ellis)

### Épisode 12:L'Appel de la forêt, première partie
- Canada : 14 mars 1999 sur CTV[1]
- France : 16 avril 2001 sur Sérieclub[2]

- David Marciano (Ray Vecchio)
- Dean McDermott (Turnbull)
- Bo Svenson (Holloway Muldoon)
- Jonathan Potts (Agent Lachlan)
- Phil Jarrett (Agent Maddox)
- Jan Rubes (Mort)
- Leslie Nielsen (Buck Frobisher)
- Garry Robbins (Big Toe Black)
- Tony Munch (Jerry Smith)

### Épisode 13:L'Appel de la forêt, deuxième partie
- Canada : 14 mars 1999 sur CTV[1]
- France : 17 avril 2001 sur Sérieclub[2]

- David Marciano (Ray Vecchio)
- Dean McDermott (Turnbull)
- Anne Marie Loder (Stella Kowalski)
- Bo Svenson (Holloway Muldoon)
- Kenneth Welsh (Cyrus Bolt)
- Leslie Nielsen (Buck Frobisher)
- Martha Burns (Caroline Fraser)
- Peter Ferri (Delmar Huggins)
- Tony Munch (Jerry Smith)
- Chaz Thorne (Tony)
- Isolde Oneill (Tina)